# Berinsfield
Berinsfield – wieś w Anglii, w hrabstwie Oxfordshire, w dystrykcie South Oxfordshire. Leży 12 km na południowy wschód od Oksfordu i 75 km na zachód od Londynu. W 2001 miejscowość liczyła 2700 mieszkańców.